# تيل (شبستر)
تيل هي قرية في مقاطعة شبستر، إيران. عدد سكان هذه القرية هو 2,642 في سنة 2006.